# Benoît Varloteaux
Benoît Varloteaux, né le 10 juin 1971 à Grenoble, est un joueur français de handball évoluant au poste de gardien de but.
En club, il est formé à l'ES St-Martin-d’Hères avec lequel il évolue en Nationale 1 (D2). En 1994, il rejoint le Stade olympique de Chambéry, club promu en D1 et qu'il contribue à faire un des meilleurs de France, remportant le Championnat de France en 2001 et la Coupe de la Ligue en 2002. Il est également le gardien de but à avoir fait le plus d'arrêts lors du Championnat de France 1999-2000.
Il connaît sa première sélection en équipe de France en 1997. Il termine ainsi à la septième place du Championnat d'Europe 1998, ayant réalisé 25 arrêts en 3 matchs. Il termine ensuite à la quatrième place de la Coupe du monde des nations en 1999 (de).

## Palmarès
- Championnat de France
  - Champion (1) : 2001
  - Vice-champion (5) : 1998, 1999, 2000, 2002, 2003
- Coupe de la Ligue
  - Vainqueur (1) : 2002
- Coupe de France
  - Finaliste (1) : 2002